# کیمی‌توان
کیمی‌تُواِن (به فنلاندی: Kimitoön) یک منطقهٔ مسکونی در فنلاند است که در جنوب غرب فنلاند واقع شده‌است.

## خواهرخوانده
شهرهای بخش نیناسهامن و لیلانداند خواهرخوانده‌های کیمی‌توان هستند.